# Hongkong na Letnich Igrzyskach Olimpijskich 2000
Hongkong na Letnich Igrzyskach Olimpijskich 2000 reprezentowało 31 zawodników, 19 mężczyzn i 12 kobiet.

## Skład kadry

### Badminton
- Ng Wei - gra pojedyncza mężczyzn (odpadł w 2 rundzie)
- Tam Kai Chuen - gra pojedyncza mężczyzn (odpadł w 2 rundzie)
- Ling Wan Ting - gra pojedyncza kobiet (odpadła w 2 rundzie)
- Koon Wai Chee - gra pojedyncza kobiet (odpadła w 2 rundzie)
- Ling Wan Ting, Koon Wai Chee - gra podwójna kobiet (odpadły w 1 rundzie)
- Koon Wai Chee, Tam Kai Chuen - gra mieszana (odpadli w 1 rundzie)

### Kolarstwo
- Alexandra Ka-Wah Yeung - kolarstwo górskie kobiet (27. miejsce)
- Kam Po Wong - kolarstwo torowe, wyścig punktowy (11. miejsce)

### Lekkoatletyka
- Wai Hung Chiang - bieg na 100 m mężczyzn (odpadł w 1 rundzie eliminacjach)
- Wai Hung Chiang, Kwan Lung Ho, Sing Tang Hon, William To Wai Lok - sztafeta 4x100 m mężczyzn (odpadła w 1 rundzie eliminacji)
- Man Yee Maggie Chan - bieg na 5000 m kobiet (odpadła w 1 rundzie eliminacji)
- Man Yee Maggie Chan - bieg na 10000 m kobiet (odpadła w 1 rundzie eliminacji)

### Pływanie
- Wing Harbeth Fu - 50 m stylem dowolnym mężczyzn (odpadł w eliminacjach)
- Mark Kin Ming Kwok - 200 m stylem dowolnym mężczyzn (odpadł w eliminacjach)
- Mark Kin Ming Kwok - 400 m stylem dowolnym mężczyzn (odpadł w eliminacjach)
- Mark Kin Ming Kwok - 200 m stylem motylkowym mężczyzn (odpadł w eliminacjach)
- Matthew Hon Ming Kwok - 100 m stylem klasycznym mężczyzn (odpadł w eliminacjach)
- Chi Kin Tam - 200 m stylem klasycznym mężczyzn (odpadł w eliminacjach)
- Lik Sun Fong - 200 m stylem grzbietowym mężczyzn (odpadł w eliminacjach)
- Lik Sun Fong - 200 m stylem zmiennym mężczyzn (odpadł w eliminacjach)
- Lik Sun Fong - 400 m stylem zmiennym mężczyzn (odpadł w eliminacjach)
- Hiu Wai Sherry Tsai - 50 m stylem dowolnym kobiet (odpadła w eliminacjach)
- Yan Kay Flora Kong - 100 m stylem motylkowym kobiet (odpadła w eliminacjach)
- Suet Chan Wing - 200 m stylem motylkowym kobiet (odpadła w eliminacjach)
- Caroline Sin Wing Chiu - 100 m stylem klasycznym kobiet (odpadła w eliminacjach)
- Hiu Wai Sherry Tsai - 100 m stylem grzbietowym kobiet (odpadła w eliminacjach)

### Skoki do wody
- Yuet Yu - trampolina 3 m mężczyzn (odpadł w eliminacjach)

### Strzelectwo
- Li Hao Jian

### Tenis stołowy
- Cheung Yuk
- Leung Chu Yan
- Song Ah Sim
- Wong Ching

### Wioślarstwo
- Lo Sing Yan
- Lui Kam Chi
- Fenella Ng

### Żeglarstwo
- Chi Ho Ho - klasa Mistral mężczyzn (28. miejsce)
- Lee Lai Shan - klasa Mistral kobiet (6. miejsce)